# Stanisław Nowak (wojewoda gorzowski)
Stanisław Nowak (ur. 27 czerwca 1937 w Szymanowicach w powiecie sandomierskim) – polski działacz partyjny, wojewoda gorzowski (1975–1988).

## Życiorys
W latach 1951–1956 członek Związku Młodzieży Polskiej. W 1955 przystąpił do PZPR. W 1968 ukończył socjologię w Wyższej Szkole Nauk Społecznych przy KC PZPR. Od 1954 pracował w Państwowym Ośrodku Maszynowym w Rzepinie oraz aparacie młodzieżowym i partyjnym w Żarach i Międzyrzeczu. Był redaktorem pisma „Życie partii”. W latach 1970–1971 pozostawał zastępcą kierownika Wydziału Organizacyjnego Komitetu Wojewódzkiego PZPR w Zielonej Górze, a w latach 1971–1975 I sekretarzem Komitetu Powiatowego PZPR w Międzyrzeczu. W 1975 uzyskał nominację na pierwszego w historii wojewodę gorzowskiego, urząd pełnił przez trzynaście lat – w 1988 zastąpił go Krzysztof Zaręba z SD. Od 27 czerwca 1988 do czerwca 1990 był ostatnim przewodniczącym Prezydium Wojewódzkiej Rady Narodowej w Gorzowie Wielkopolskim.
Odznaczony Krzyżem Oficerskim i Kawalerskim Orderu Odrodzenia Polski, Srebrnym Krzyżem Zasługi, Medalem Komisji Edukacji Narodowej, Medalem 30-lecia Polski Ludowej, Medalem 40-lecia Polski Ludowej oraz Złotym, Srebrnym i Brązowym Medalem „Za zasługi dla obronności kraju”.